# Syntowicze (gmina)
Syntowicze – dawna gmina wiejska istniejąca w XIX wieku w guberni suwalskiej. Siedzibą władz gminy były Syntowicze (lit. Sintautai).
Za Królestwa Polskiego gmina Syntowicze należała do powiatu władysławowskiego w guberni suwalskiej (od 1867). Jednostka jest wymieniona w wykazie gmin z 1867, natomiast w wykazie z 1868 już nie występuje.